# Lutzomyia carpenteri
Lutzomyia carpenteri är en tvåvingeart som först beskrevs av Fairchild G. B., Hertig M. 1953.  Lutzomyia carpenteri ingår i släktet Lutzomyia och familjen fjärilsmyggor. Inga underarter finns listade i Catalogue of Life.